# Залуже (Малопольське воєводство)
Залуже (пол. Załuże) — село в Польщі, у гміні Щуцин Домбровського повіту Малопольського воєводства.
Населення — 202 особи (2011).
У 1975-1998 роках село належало до Тарновського воєводства.

## Демографія
Демографічна структура станом на 31 березня 2011 року:
|          | Загалом | Допрацездатний вік | Працездатний вік | Постпрацездатний вік |
| -------- | ------- | ------------------ | ---------------- | -------------------- |
| Чоловіки | 107     | 23                 | 75               | 9                    |
| Жінки    | 95      | 19                 | 56               | 20                   |
| Разом    | 202     | 42                 | 131              | 29                   |